# جوديث هارت
كونستانس ماري هارت، البارونة هارت من ساوث لانارك (بالإنجليزية: Constance Mary Hart, Baroness Hart of South Lanark) والمعروفة باسم السيدة جوديث هارت (Dame Judith Hart) (18 سبتمبر 1924 – 7 ديسمبر 1991)، كانت سياسية بريطانية بارزة من حزب العمال البريطاني. خدمت كعضو في البرلمان البريطاني لمدة 28 عامًا، وتولت مناصب وزارية عليا في حكومات هارولد ويلسون وجيمس كالاهان. عُرفت بدورها الريادي في مجال سياسات التنمية الدولية، ومواقفها التقدمية في قضايا العدالة الاجتماعية والاستعمار الجديد.

## النشأة والتعليم
وُلدت هارت في مدينة بورتسموث الإنجليزية، وتلقت تعليمها الثانوي في مدرسة "سيفين أوكس". ثم التحقت بجامعة لندن، حيث درست الأدب الإنجليزي وعلم النفس. بدأت حياتها المهنية في التدريس، كما شاركت في العمل السياسي والنقابي مبكرًا، مما عزز ارتباطها بالقضايا الاجتماعية.

## الحياة السياسية

### دخول البرلمان
دخلت جوديث هارت البرلمان لأول مرة عام 1959 كممثلة عن دائرة لانارك ضمن حزب العمال، بعد محاولتين سابقتين غير ناجحتين. انتقلت لاحقًا إلى تمثيل دائرة لانارك الشرقية، والتي ظلت تمثلها حتى تقاعدها في 1987.

### المناصب الوزارية
شغلت عدة مناصب وزارية مؤثرة، منها:
- وزيرة الدولة لشؤون الكومنولث (1964–1966)
- وزيرة التنمية الخارجية (1969–1970، ثم 1974–1975)
- وزيرة الدولة لشؤون إسكتلندا (1974)
- وزيرة التعاون الدولي (1977–1979)

دافعت بشدة عن زيادة المساعدات الإنمائية للبلدان النامية، وشاركت في مؤتمرات دولية تدعو إلى نظام اقتصادي عالمي أكثر عدلاً. كما عارضت الدعم البريطاني لنظام الفصل العنصري في جنوب إفريقيا، وساندت حركات التحرر الوطني في أفريقيا والكاريبي.

### في مجلس اللوردات
بعد تقاعدها من مجلس العموم عام 1987، عُينت هارت عضواً في مجلس اللوردات عام 1988 بلقب "البارونة هارت من ساوث لانارك". واصلت خلال هذه المرحلة دعمها لقضايا التنمية العالمية وحقوق الإنسان.

## النشاطات والأفكار
كانت جوديث هارت من أبرز الأصوات النسائية في حزب العمال، حيث ربطت بين قضايا المرأة والتنمية الدولية. كما أظهرت اهتمامًا عميقًا بالإصلاح الاجتماعي والتوزيع العادل للثروات على الصعيدين المحلي والعالمي. اشتهرت أيضًا بمواقفها النقدية حيال السياسات النيوليبرالية في الثمانينيات.

## الحياة الشخصية
تزوجت من توماس هارت، وأنجبت منه طفلين. عُرفت بحياتها البسيطة، والتزامها السياسي والفكري إلى آخر أيام حياتها.

## الوفاة
توفيت جوديث هارت في لندن في 7 ديسمبر 1991 عن عمر ناهز 67 عامًا، بعد حياة حافلة بالنشاط السياسي والاجتماعي والإنساني.

## الجوائز والتكريم
- لقب "سيدة قائدة" (DBE) عام 1979 تقديرًا لخدمتها العامة.
- عضو مجلس الملكة الخاص (Privy Council)
- أول وزيرة تنمية تتولى قيادة سياسة التعاون الإنمائي البريطاني الحديثة.